# Associazione Sportiva Roma 1953-1954
Questa voce raccoglie le informazioni riguardanti l'Associazione Sportiva Roma nelle competizioni ufficiali della stagione 1953-1954.

## Stagione
Dal 17 maggio 1953, la Roma si trasferisce nel nuovo Stadio Olimpico. Nel corso dell'estate viene messo a segno il colpo del mercato: l'acquisto di Alcides Ghiggia, nazionale uruguagio che aveva affondato il Brasile nei Mondiali brasiliani del 50. Durante la stagione la squadra crolla per colpa di un centrocampo debole e privo di idee, così la presidenza, che aveva visto il ritorno di Renato Sacerdoti già nella stagione precedente, decide di affiancare a Varglien il suo maestro Jesse Carver. Il tecnico giallorosso non gradisce la presenza del suo vecchio mentore con il quale aveva allenato la Juventus e decide così di dimettersi. La stagione si conclude come la stagione precedente: con un sesto posto.

## Divise
La divisa primaria è costituita da maglia rossa con colletto a polo giallo, pantaloncini neri, calze nere con bande orizzontali giallorosse; in trasferta viene usata una maglia bianca con banda giallorossa tra torace e addome, pantaloncini neri e calzettoni neri con banda giallorossa orizzontale. Viene usata in alcune occasioni un'altra divisa nelle trasferte, costituita da maglia verde con colletto e bordi manica giallorossi, pantaloncini bianchi e calze nere con banda giallorossa orizzontale. I portieri hanno una divisa costituita da maglia grigia con colletto a polo giallorosso, pantaloncini neri e calze nere con banda orizzontale giallorossa.
| Casa | Trasferta | Terza divisa | Portiere |

## Organigramma societario
Di seguito l'organigramma societario.
Area direttiva
- Presidente: Renato Sacerdoti

Area tecnica
- Allenatore: Mario Varglien, poi dalla 9ª Jesse Carver

## Rosa
Di seguito la rosa.
| N. |                   | Ruolo | Calciatore       |
| -- | ----------------- | ----- | ---------------- |
|    | Italia (bandiera) | P     | Luigi Albani     |
|    | Italia (bandiera) | P     | Giuseppe Moro    |
|    | Italia (bandiera) | D     | Antonio Azimonti |
|    | Italia (bandiera) | D     | Amos Cardarelli  |
|    | Italia (bandiera) | D     | Alberto Eliani   |
|    | Italia (bandiera) | D     | Pietro Grosso    |
|    | Italia (bandiera) | D     | Armando Tre Re   |
|    | Italia (bandiera) | D     | Renzo Venturi    |
|    | Italia (bandiera) | C     | Raoul Bortoletto |
|    | Italia (bandiera) | C     | Celestino Celio  |

| N. |                      | Ruolo | Calciatore                 |
| -- | -------------------- | ----- | -------------------------- |
|    | Danimarca (bandiera) | C     | Helge Bronée               |
|    | Italia (bandiera)    | C     | Egisto Pandolfini          |
|    | Italia (bandiera)    | C     | Giovanni Perissinotto      |
|    | Italia (bandiera)    | C     | Sergio Pellegrini          |
|    | Italia (bandiera)    | C     | Arcadio Venturi (capitano) |
|    | Italia (bandiera)    | A     | Lorenzo Bettini            |
|    | Italia (bandiera)    | A     | Carlo Galli                |
|    | Uruguay (bandiera)   | A     | Alcides Ghiggia            |
|    | Italia (bandiera)    | A     | Mario Renosto              |

## Calciomercato
Di seguito il calciomercato.
| Acquisti | Acquisti                | Acquisti   | Acquisti                     |
| R.       | Nome                    | da         | Modalità                     |
| -------- | ----------------------- | ---------- | ---------------------------- |
| P        | Giuseppe Moro           | Sampdoria  | definitivo (40 milioni £)    |
| D        | Renzo Venturi           | Fiorentina | definitivo                   |
| C        | Celestino Celio         | Milan      | definitivo                   |
| C        | Sergio Pellegrini       | ?          | definitivo                   |
| A        | Lorenzo Bettini         | Palermo    | fine prestito                |
| A        | Alcides Edgardo Ghiggia | Peñarol    | definitivo (33-40 milioni £) |

| Cessioni | Cessioni        | Cessioni | Cessioni      |
| R.       | Nome            | a        | Modalità      |
| -------- | --------------- | -------- | ------------- |
| P        | Luciano Tessari | Palermo  | definitivo    |
| D        | Aldo Nardi      | Empoli   | prestito      |
| A        | Carlo Lucchesi  | Palermo  | definitivo    |
| A        | Renzo Merlin    | Empoli   | definitivo    |
| A        | Stig Sundqvist  | -        | fine carriera |
| A        | Adriano Zecca   | Verona   | definitivo    |

## Risultati

### Serie A

#### Girone di andata
| Arbitro: | Agnolin (Bassano del Grappa) |

|                                                         |           |  |
| Gremese 18’ (aut.) Galli 21’ Pandolfini 24’ Ghiggia 86’ | Marcatori |  |

| Arbitro: | Jonni (Macerata) |

|                                |           |  |
| Bacci 7’ Cardarelli 83’ (aut.) | Marcatori |  |

| Arbitro: | Valsecchi (Milano) |

|                             |           |  |
| Bronée 62’, 78’ Renosto 86’ | Marcatori |  |

| Arbitro: | Massai (Pisa) |

|                    |           |            |
| Venturi 42’ (aut.) | Marcatori | 46’ Bronée |

| Arbitro: | Bellè (Venezia) |

|                                  |           |                           |
| Pandolfini 12’ (rig.) Bronée 38’ | Marcatori | 21’ Bertoloni 31’ Boscolo |

| Ferrara 18 ottobre 1953, ore 15:30 6ª giornata | SPAL              | 0 – 0 referto | Roma | Stadio Comunale (15.000 circa spett.)\| Arbitro: \| Liverani (Torino) \| |
| Arbitro:                                       | Liverani (Torino) |               |      |                                                                          |

| Arbitro: | Jonni (Macerata) |

|           |           |             |
| Galli 27’ | Marcatori | 61’ Lorenzi |

| Arbitro: | Bernardi (Bologna) |

|                            |           |                                 |
| Celio 57’ (aut.) Curti 73’ | Marcatori | 11’ Pandolfini 43’ Perissinotto |

| Arbitro: | Campanati (Milano) |

|                                      |           |  |
| Galli 44’ Perissinotto 57’ Celio 88’ | Marcatori |  |

| Arbitro: | Agnolin (Bassano del Grappa) |

|               |           |                                           |
| De Grandi 74’ | Marcatori | 20’ Galli 61’ Pandolfini 74’ Perissinotto |

| Arbitro: | Massai (Pisa) |

|           |           |            |
| Galli 18’ | Marcatori | 41’ Vivolo |

| Arbitro: | Bernardi (Bologna) |

|                                            |           |  |
| Ricagni 7’ Præst 82’ (rig.) Muccinelli 89’ | Marcatori |  |

| Arbitro: | Jonni (Macerata) |

|                     |           |           |
| Conti 57’ Testa 70’ | Marcatori | 86’ Galli |

| Roma 27 dicembre 1953, ore 14:45 14ª giornata | Roma            | 0 – 0 referto | Napoli | Stadio Olimpico di Roma (85.000 circa spett.)\| Arbitro: \| Bellè (Venezia) \| |
| Arbitro:                                      | Bellè (Venezia) |               |        |                                                                                |

| Arbitro: | Liverani (Torino) |

|                |           |                           |
| Cervellati 84’ | Marcatori | 50’ Bronée 67’ Pandolfini |

| Arbitro: | Marchese (Napoli) |

|                                             |           |                                      |
| Pandolfini 4’, 12’, 15’ Celio 39’ Galli 50’ | Marcatori | 25’ Manzardo 85’ Motta 87’ Bercarich |

| Arbitro: | Bellè (Venezia) |

|                |           |                        |
| Vicariotto 72’ | Marcatori | 47’ Bronée 66’ Ghiggia |

#### Girone di ritorno
| Arbitro: | Bernardi (Bologna) |

|                   |           |  |
| Bronée 88’ (aut.) | Marcatori |  |

| Arbitro: | Jonni (Macerata) |

|           |           |                      |
| Galli 47’ | Marcatori | 71’ Gratton 78’ Gren |

| Arbitro: | Liverani (Torino) |

|                            |           |             |
| Castaldo 57’ Beltrandi 76’ | Marcatori | 43’ Renosto |

| Roma 21 febbraio 1954, ore 15:00 21ª giornata | Roma            | 0 – 0 referto | Atalanta | Stadio Olimpico di Roma (20.000 circa spett.)\| Arbitro: \| Canepa (Savona) \| |
| Arbitro:                                      | Canepa (Savona) |               |          |                                                                                |

| Arbitro: | Agnolin (Bassano del Grappa) |

|               |           |                |
| Bertoloni 31’ | Marcatori | 19’ Pandolfini |

| Arbitro: | Corallo (Lecce) |

|                                        |           |  |
| Pandolfini 35’ Ghiggia 54’ Bettini 68’ | Marcatori |  |

| Arbitro: | Jonni (Macerata) |

|             |           |             |
| Lorenzi 35’ | Marcatori | 13’ Bettini |

| Arbitro: | Marchese (Napoli) |

|                                        |           |            |
| Bettini 10’, 79’ Pandolfini 58’ (rig.) | Marcatori | 53’ Dorigo |

| Arbitro: | Jonni (Macerata) |

|                      |           |  |
| Colombi 41’ Arce 26’ | Marcatori |  |

| Arbitro: | Campanati (Milano) |

|                                 |           |               |
| Bortoletto 40’ Bettini 55’, 83’ | Marcatori | 34’ Giarrizzo |

| Arbitro: | Bellè (Venezia) |

|               |           |                         |
| 50’ Fontanesi | Marcatori | 7’ Celio 18’ Bortoletto |

| Arbitro: | Bernardi (Bologna) |

|                |           |                |
| Cardarelli 53’ | Marcatori | 63’ Muccinelli |

| Arbitro: | Valsecchi (Milano) |

|                                            |           |            |
| Bettini 29’ Ghiggia 52’ Mialich 79’ (aut.) | Marcatori | 58’ Ronzon |

| Arbitro: | Piemonte (Monfalcone) |

|            |           |  |
| Amadei 46’ | Marcatori |  |

| Arbitro: | Campanati (Milano) |

|             |           |                                         |
| Bettini 55’ | Marcatori | 12’ Randon 16’ Pivatelli 53’ Cervellati |

| Arbitro: | Corallo (Lecce) |

|                       |           |                                   |
| Motta 38’ Rebizzi 84’ | Marcatori | 55’ Bettini 63’ (rig.) Pandolfini |

| Arbitro: | Rigato (Mestre) |

|                |           |                          |
| Pandolfini 61’ | Marcatori | 32’ Sørensen 58’ Beraldo |

## Statistiche

### Statistiche di squadra
Di seguito le statistiche di squadra.
| Competizione | Punti | In casa | In casa | In casa | In casa | In casa | In casa | In trasferta | In trasferta | In trasferta | In trasferta | In trasferta | In trasferta | Totale | Totale | Totale | Totale | Totale | Totale | DR  |
| Competizione | Punti | G       | V       | N       | P       | Gf      | Gs      | G            | V            | N            | P            | Gf           | Gs           | G      | V      | N      | P      | Gf     | Gs     | DR  |
| ------------ | ----- | ------- | ------- | ------- | ------- | ------- | ------- | ------------ | ------------ | ------------ | ------------ | ------------ | ------------ | ------ | ------ | ------ | ------ | ------ | ------ | --- |
| Serie A      | 36    | 17      | 8       | 6       | 3       | 35      | 18      | 17           | 4            | 6            | 7            | 18           | 24           | 34     | 12     | 12     | 10     | 53     | 42     | +11 |
| Totale       | -     | 17      | 8       | 6       | 3       | 35      | 18      | 17           | 4            | 4            | 9            | 18           | 24           | 34     | 12     | 12     | 10     | 53     | 42     | +11 |

### Andamento in campionato
| Giornata  | 1 | 2 | 3 | 4 | 5 | 6 | 7 | 8 | 9 | 10 | 11 | 12 | 13 | 14 | 15 | 16 | 17 | 18 | 19 | 20 | 21 | 22 | 23 | 24 | 25 | 26 | 27 | 28 | 29 | 30 | 31 | 32 | 33 | 34 |
| --------- | - | - | - | - | - | - | - | - | - | -- | -- | -- | -- | -- | -- | -- | -- | -- | -- | -- | -- | -- | -- | -- | -- | -- | -- | -- | -- | -- | -- | -- | -- | -- |
| Luogo     | C | T | C | T | C | T | C | T | C | T  | C  | T  | T  | C  | T  | C  | T  | T  | C  | T  | C  | T  | C  | T  | C  | T  | C  | T  | C  | C  | T  | C  | T  | C  |
| Risultato | V | P | V | N | N | N | N | N | V | V  | N  | P  | P  | N  | V  | V  | V  | P  | P  | P  | N  | N  | V  | N  | V  | P  | V  | V  | N  | V  | P  | P  | N  | P  |
| Posizione | 1 | 6 | 6 | 4 | 6 | 6 | 6 | 5 | 5 | 5  | 5  | 6  | 7  | 7  | 6  | 5  | 4  | 5  | 5  | 6  | 6  | 6  | 6  | 6  | 5  | 5  | 5  | 5  | 5  | 5  | 5  | 7  | 6  | 6  |

Legenda:

Luogo: C = Casa; T = Trasferta. Risultato: V = Vittoria; N = Pareggio; P = Sconfitta.

### Statistiche dei giocatori
Desunte dai tabellini del Corriere dello Sport.
| Giocatore       | Serie A  | Serie A |
| Giocatore       | Presenze | Reti    |
| --------------- | -------- | ------- |
| L. Albani       | 7        | -7      |
| A. Azimonti     | 15       | 0       |
| L. Bettini      | 15       | 9       |
| R. Bortoletto   | 21       | 2       |
| H. Bronée       | 19       | 6       |
| A. Cardarelli   | 21       | 1       |
| C. Celio        | 30       | 3       |
| A. Eliani       | 13       | 0       |
| C. Galli        | 20       | 8       |
| A. Ghiggia      | 34       | 4       |
| P. Grosso       | 23       | 0       |
| G. Moro         | 27       | -35     |
| E. Pandolfini   | 33       | 13      |
| S. Pellegrini   | 1        | 0       |
| G. Perissinotto | 24       | 3       |
| M. Renosto      | 7        | 2       |
| A. Tre Re       | 15       | 0       |
| R. Venturi      | 18       | 0       |
| A. Venturi      | 31       | 0       |

## Giovanili

### Piazzamenti
- Primavera: 
  - Torneo di Viareggio: Quarti di finale

### Videografia
- Manuela Romano (a cura di), La storia della A.S. Roma (10 DVD-Video), Corriere dello Sport, Rai Trade, 2006.